# ازول (واشینگتن)
ازول (به انگلیسی: Azwell) یک منطقهٔ مسکونی در ایالات متحده آمریکا است که در شهرستان اوکانوگان، واشینگتن واقع شده‌است.